# TV Åland
TV Åland - prywatny nadawca nadający głównie na terenach Wysp Alandzkich, w regionie autonomicznym Finlandii. 
TV Åland rozpoczęła działalność jesienią 1984 roku, a jej pierwsza transmisja odbyła się we wrześniu tego samego roku. Kanał był prowadzony przez kilka firm podczas swojego istnienia: Ålands Videoproduktion Ab była główną firmą produkcyjną aż do bankructwa w połowie lat 90, kiedy to Weman Media Ab przejął działalność. Kanał jest obecnie prowadzony przez TV Åland Productions Ab.
Kanał jest dostępny za pośrednictwem sieci MCA, Vikingaåsens antennförening i Godby antennförening. Ålcom IPTV oferuje również usługę VoD. Programowanie rozpowszechniano również za pośrednictwem Ålands Radio / TV i lokalnych operatorów anten na całym obszarze Wysp Alandzkich.
Kanał dociera do około 80% mieszkańców Wysp Alandzkich.